# Lilo et Stitch, la série
Lilo et Stitch, la série (Lilo & Stitch: The Series) est une série télévisée d'animation américano-canadienne en 65 épisodes de 22 minutes, produite par Walt Disney Television Animation et diffusée entre le 20 septembre 2003 et le 29 juillet 2006 sur Disney Channel aux États-Unis et le réseau Family Channel au Canada.
En France, la série a été diffusée en 2003 sur Disney Channel, puis à partir du 29 août 2004 dans l'émission Club Disney sur TF1, et rediffusée sur la chaîne Disney Cinemagic jusqu'au 8 mai 2015, jour où la chaîne avait arrêté sa diffusion pour laisser place à Disney Cinema. Elle a été également rediffusée brièvement sur M6 en 2010 dans Disney Kid Club et en Belgique, la série a été diffusée sur Club RTL.

## Synopsis
La série est le spin-off télévisé du film Lilo et Stitch. Après Hercule, La Petite Sirène ou Aladdin, c'est la suite directe du film Stitch ! Le film annoté comme épisode pilote (1x00) de la série.
La mission de Lilo et Stitch dans cette série consiste à attraper les « cousins » de Stitch, les autres expériences de Jumba disséminées à travers l'île de Hawaï, avant qu'ils ne tombent dans les griffes du Dr Jacques von Hamsterviel et de son complice Gantu, et le but étant de les transformer en êtres doués de bonté et de générosité.

## Distribution

### Voix originales
- Chris Sanders et Michael Yingling : Stitch
- Daveigh Chase : Lilo
- Tia Carrere : Nani
- David Ogden Stiers : Jumba
- Kevin McDonald : Pikly
- Dee Bradley Baker : David
- Kevin Michael Richardson : Capitaine Gantu
- Rob Paulsen : Reuben
- Jeff Bennett : Dr Jacques von Hämsterviel
- Kevin Michael Richardson : Cobra Bubbles
- Zoe Caldwell : La présidente du Grand Conseil
- Tara Strong : Angel
- Liliana Mumy : Myrtle Edmonds
- Regis Philbin : lui-même (saison 1, épisode 37)
- Shaun Fleming : Keoni Jameson
- Daveigh Chase et Alyson Stoner : Victoria Vodriguèz

Invités des autres séries Disney :

#### Kim Possible
- Christy Carlson Romano : Kim Possible
- Will Friedle : Robin Trépide
- Nancy Cartwright : Rufus
- Tahj Mowry: Wallace
- John DiMaggio : Dr Drakken
- Nicole Sullivan : Shigo

#### La Cour de récré
- Andrew Lawrence : Théodore Jasper "TJ" Detweiler
- Pamela Segall Adlon : Ashley Spinelli
- Rickey D'Shon Collins : Vince LaSalle
- Courtland Mead : Gus Griswald
- Jason Davis : Mickey Blumberg
- Ashley Johnson : Gretchen Grundler
- April Winchell : Miss Muriel Finster

#### Cool Attitude
- Tara Strong : Puff / BeBe et CeCe Proud
- Kyla Pratt : Penny Proud
- Tommy Davidson : Oscar Proud
- Paula Jai Parker : Trudy Proud
- Jo Marie Payton : Mamita Proud

#### American Dragon: Jake Long
- Dante Basco : Jacob "Jake" Luke Long
- Charlie Finn : Arthur "Spud" P. Spudinski
- Miss Kittie : Trixie Carter
- Keone Young : Luong Lao Shi "Grandpa"
- John DiMaggio : Fu Dog

### Voix françaises
- Emmanuel Garijo : Stitch / David / Reuben / certaines expériences
- Camille Donda : Lilo
- Virginie Méry : Nani
- Vincent Grass : Jumba
- Éric Métayer : Pleakley / la mère de Pleakley / Prisly Beakey (épisode 13) / le beatnik zen
- Emmanuel Curtil : Pleakley (voix de remplacement, épisodes 56, 58, 59, 60 et 62)
- Saïd Amadis : Capitaine Gantu
- Mark Lesser : Dr Jacques von Hamsterviel
- Bruno Dubernat : Cobra Bubbles
- Joëlle Brover : La présidente du Grand Conseil
- Serge Faliu : Moïse Puloki, le professeur de hula
- Manon Azem : Myrtle Edmonds (1re voix, saison 1)
- Lutèce Ragueneau : Myrtle Edmonds (2de voix, saison 2) / Victoria (épisode 54)
- Lisa Caruso : Myrtle Edmonds (voix de remplacement, saison 2)
- Véronique Augereau : la mère de Myrtle Edmonds
- Estelle Simon : Mme Hasagawa, computer voice
- Pascal Grull : Keoni Jameson (1re voix, saison 1)
- Donald Reignoux : Keoni Jameson (2de voix, saison 2)
- Héloïse Sintes : Victoria Vodriguèz / Yucki
- Myriam Berramdame : Theresea
- Camille Timmerman : Elenea
- Jérôme Keen : Officier Kaihiko (épisodes 16, 36 et 52)
- Yann Pichon : Kato Stewart (épisode 8)
- Olivier Constantin : Le ménestrel (épisode 20)
- Sybille Tureau : Cherry Tanner (épisode 29)
- Stéphane Marais : Lana (épisode 32)
- Jean-François Kopf : M. Kaponi (épisode 57)
- Marie-Charlotte Leclaire : la cheftaine du groupe des Fusions Girls (épisode 50)
- Chantal Macé et Caroline Combes : Fusion Girl (épisode 50)
- Xavier Fagnon : Jack Sourire (épisode 51)
- Lydia Cherton : Lana (épisode 53)
- Jérôme Pauwels : Rigolo (épisode 56)
- Marc Perez : Slick (épisode 64)
- Laurence Jeanneret, Laure Sabardin et Jérémy Prévost : voix additionnelles

Invités des autres séries Disney :

#### Kim Possible
- Noémie Orphelin : Kim Possible (épisode 48)
- Donald Reignoux : Robin Trépide (épisode 48)
- Michel Elias : Rufus et Dr Drakken (épisode 48)
- Kelyan Blanc : Wallace (épisode 48)
- Sophie Riffont : Shigo (épisode 48)

#### La Cour de récré
- Donald Reignoux : Theodore Jasper "T.J." Detweiler (épisode 58)
- Dorothée Pousséo : Ashley Spinelli (épisode 58)
- Kelyan Blanc : Mickey Blumberg (épisode 58)
- Dimitri Rougeul : Vince LaSalle (épisode 58)
- Charlyne Pestel : Gretchen Grundler (épisode 58)
- Marie Martine : Mrs. Muriel Finster (épisode 58)

#### Cool Attitude
- Karine Foviau : Penny Proud (épisode 49)
- Serge Faliu : Oscar Proud (épisode 49)
- Zaïra Benbadis : Trudy Proud (épisode 49)
- Danièle Hazan : Mamita Proud (épisode 49)

#### American Dragon: Jake Long
- Alexis Tomassian : Jacob "Jake" Luke Long (épisode 64)
- Emmanuel Garijo : Arthur "Ted" P. Spudinski (épisode 64)
- Dorothée Pousséo : Trixie Carter (épisode 64)
- Jean-Claude Donda : Luong Lao Shi "Grand-père" (épisode 64)
- José Luccioni : Fu Dog (épisode 64)

## Épisodes
Bien que la série soit conçue dans l’optique de présenter l’un des cousins de Stitch à chaque épisode, il arrive qu’un épisode présente des liens avec d’autres par l’intermédiaire d’une expérience évoquée, d’un objet réutilisé, ou d’un personnage récurrent. L’ordre de diffusion originel américain et l’ordre de production ne parviennent ni l’un ni l’autre à présenter ces épisodes dans un ordre chronologique. Par exemple, l’épisode Cannonball se déroule avant Poxy puisque Joomba présente pour la première fois la mini-voiture à Lilo et Stitch dans Cannonball. Toutefois, cet article présente les épisodes dans l’ordre de production, puisqu’il est également utilisé pour les DVD de la série.

### Première saison (2003-2004)
1. Expérience 222 : Poxy
2. Expérience 300 : Spooky
3. Expérience 601 : Kixx
4. Expérience 520 : Cannonball
5. Expériences 501 et 502 : Yin et Yang
6. Expérience 513 : Richter
7. Expérience 254 : Mr Stenchy
8. Expérience 007 : Gigi
9. L'astéroïde
10. Expérience 375 : Phantasmo
11. Expérience 509 : Sprout
12. Expérience 177 : Clip
13. Expérience 032 : Fibber
14. Expérience 025 : Topper
15. Expérience 626 : Stitch Le Destructeur
16. Expérience 606 : Holio
17. Expérience 499 : Splody
18. Expérience 303 : Amnesio
19. Expérience 604 : Houdini
20. Expérience 586 : Tank
21. Expérience 123 : Hunkahunka
22. Expérience 613 : Yaarp
23. Expérience 627
24. Expérience 602 : Sinker
25. Expérience 624 : Angel
26. Expérience 344 : Dupe
27. Expérience 523 : Blizzard
28. Expérience 199 : Nosy
29. Expérience 383 : Swirly
30. Expérience 458 : Détective
31. Expérience 010 : Félix
32. Expérience 345 : Elastico
33. Expérience 297 : Court-circuit
34. Expérience 228 : Melty
35. Expérience infantilisante 151
36. Expériences 349 et 350 : Bonnie - Clyde
37. Expérience 360 : Morphée
38. Expérience 608 : Slugger
39. Expérience 258 : Echo

### Deuxième saison (2004-2006)
1. Expérience 309 : Spike
2. Experience 062 : Monsieur frites
3. Expérience 113 : Fer à cheval
4. Expérience 355 : Swapper
5. Expérience 020 : Slick
6. Expérience 089 : Skip
7. Expérience 029 : Couronne
8. Expérience 133 : Farceur
9. Expérience 607 : Launch (Lilo rencontre Kim Possible)
10. Experience 397 : Spats (Lilo rencontre Cool Attitude)
11. Expérience 540 : Fonfon
12. Expérience 251 : Link
13. Expérience 277 : Snooty
14. Expérience 210 : Retro
15. Expérience 276 : Remmy
16. Expérience 248 : Belle
17. Expérience 322 : Rigolo
18. Expérience 515 : Ploot
19. Expérience 285 : Lax (Lilo rencontre La Cour de récré)
20. Les chats de madame Hasagawa
21. Expérience 267 : Baguette magique
22. Expérience 234 : Chut
23. Expérience 128 : Bugby
24. Expériences 223 et 600 : Virus - Woops
25. Expérience 316 : Morpholoméo (Lilo rencontre Américan Dragon)
26. Expérience 120 : Gaffeur

## Épisodes crossover avec des personnagesDisney
La série a rencontré d'autres personnages de séries animées Disney lors d'épisodes en Crossovers :
- Dans l'épisode 2.9, Lilo rencontre Kim Possible et d'autres personnages de la série éponyme dans un épisode intitulé Lilo rencontre Kim Possible. Dans cet épisode, Stitch est enlevée par le Dr Drakken et Pikly fait appel à Kim Possible pour sauver Stitch.
- Lilo rencontre également la famille Proud de la série Cool Attitude (Proud Family) dans l'épisode Spats (2.10).
- Les héros de La Cour de récré (Recess) rencontrent Lilo et Stitch dans l'épisode Lax (2.19). Ce jour-là, ils accompagnent Gretchen qui part à Hawaï sous la responsabilité de Miss Finster et sont attaqués par l'expérience 285 (Lax).
- Quelques personnes d’American Dragon: Jake Long apparaissent dans l'épisode Morpholoméo : Expérience 316 (2.25). Dans cet épisode, Jake Long dispute une compétition de skateboard et Lilo se joint à lui mais l'expérience 316 Morpholemew transforme Lilo en Keoni puis en Jake.

## DVD
La série est éditée en Zone 2 par Disney DVD, qui vend depuis 2010 des coffrets contenant seize épisodes de la série :
- Lilo & Stitch, La série : volume 1 (épisodes 1 à 16), sorti le 2 juin 2010 ;
- Lilo & Stitch, La série : volume 2 (épisodes 17 à 32), sorti le 6 octobre 2010 ;
- Lilo & Stitch, La série : L'intégrale (épisodes 1 à 65), sortie prévue le 19 octobre 2011[1] ;
- Lilo & Stitch, La série : L'intégrale (saison 1 à 4 - 2 saisons inédites) , 12 dvd, sortie 2011.